# Chata Doroťanka
Horská chata Doroťanka – obiekt noclegowy (górskie schronisko turystyczne) położone w Beskidzie Morawsko-Śląskim w Czechach. Budynek położony jest na grzbiecie granicznym się na wysokości 713 m n.p.m., na północ od szczytu Čudácki (827 m n.p.m.,), w granicach administracyjnych Bílej (przysiółek Vjadačka).

## Historia i warunki
Budynek schroniska powstał w latach II wojny światowej jako posterunek celny na granicy niemiecko-słowackiej. Aktualnie oferuje 45 miejsc noclegowych w pokojach 2 i 8 osobowych. Węzeł sanitarny znajduje się na korytarzu (tylko dwa pokoje mają własne łazienki). W budynku znajduje się również restauracja.

## Szlaki turystyczne
- Bílý Kříž (905 m n.p.m.) – Chata Sulov – Chata Doroťanka – Konečna – Bobek (871 m n.p.m.) – Korytové (882 m n.p.m.) – Chata Kmínek (SK) – Masarykova chata – Bumbálka (droga nr 35)